# 3Blue1Brown
3Blue1Brown（）はグラント・サンダーソンにより運営されている数学のYouTubeチャンネルである。このチャンネルは、視覚的な観点から高等数学を教えること、そしてサンダーソンが「inventing math」と呼ぶ数学における発見と探究に基づく学習過程に焦点を当てている。2025年1月現在、チャンネルの登録者数は687万人。

## グラント・サンダーソン

### 生い立ちと教育
サンダーソンは2015年にスタンフォード大学を卒業し、数学の学士号を取得した。2015年から2016年までカーン・アカデミーのコンテンツ・フェローシップ・プログラムの一員として働き、多変数微分積分学に関するビデオや記事を制作した後、3Blue1Brownに全力を注ぐようになった。

### 経歴
3Blue1Brownは、2015年のはじめに個人的なプログラミング・プロジェクトとして始まった。ポッドキャスト「Showmakers」のエピソードで、サンダーソンは、自分のコーディングスキルを練習したくて、Pythonでグラフィックス・ライブラリを作ることにして、それが最終的にオープンソースプロジェクト「Manim」（Mathematical Animation engine）になったと説明した。プロジェクトの目標を持つために、彼はライブラリを使ってビデオを作成し、YouTubeにアップロードすることにした。2015年3月4日、彼は最初の動画をアップロードした。彼はさらに動画を公開し、グラフィックツールを改良し始めた。
2020年、グラント・サンダーソンは、アラン・エデルマン、デビッド・サンダース、ジェームズ・シュロス、ブノワ・フォーゲットとともに、「Introduction to Computational Thinking」というMITのコースの制作者兼講師の一人となった。このコースでは、プログラミング言語Juliaとグラント・サンダーソンのアニメーションを使って、畳み込み、画像処理、COVID-19データの可視化、疫病モデリング、レイトレーシング、気候モデリング入門、海洋モデリング、そしてこれらのトピックの背景にあるアルゴリズムなど、さまざまなトピックを説明している。
2023年、サンダーソンはジョーダン・エレンバーグ（英語: Jordan Ellenberg）と並んで、数学的なアイデアや情報を継続的に提供するコミュニケーターを奨励・表彰するJPBMコミュニケーション・アワードを受賞した。

## 動画
3Blue1Brownの動画は、数論や位相幾何学などの純粋数学だけでなく、計算機科学や物理学などのより応用的なトピックも含め、数学を視覚化することをテーマにしている。主に、サンダーソンによって書かれたPythonアニメーションライブラリであるManimによって生成されているが、macOSのGrapherなど、他のソフトウェアによって描画されることもある。
このチャンネルの動画はPopular Mechanics、ABC News、Quanta Magazineで紹介されている。サンダーソンは、Numberphile、Lex Fridman、the Art of Problem Solving、Siraj Raval、Showmakersのポッドキャストに出演した。
2022年2月、サンダーソンは情報理論を用いて、Wordleで最初に入力する最良の単語はCRANEであると決定した。後に、彼は最良の単語を決定するために書いたコードにバグがあり、実際には最良の単語はSALETであると述べた。

### 一次資料
1. 1 2  “FAQ/Contact” (英語). 3Blue1Brown. 2020年7月29日閲覧。
2. ↑  “Grant Sanderson on Twitter” (英語). Twitter 2018年9月1日閲覧。
3. ↑  “3Blue1Brown - YouTube”. YouTube. 2023年8月31日時点のオリジナルよりアーカイブ。2023年9月3日閲覧。
4. ↑  “About the author”. 2020年5月26日時点のオリジナルよりアーカイブ。2020年5月26日閲覧。